# Cartington
Cartington är en ort i civil parish Thropton, i Storbritannien. Det ligger i grevskapet och kommunen Northumberland i riksdelen England, i den centrala delen av landet, 400 km norr om huvudstaden London. Cartington var en civil parish 1866–2021 när det uppgick i Thropton och Rothbury. Civil parish hade 91 invånare år 2001.